# 佐藤哲夫 (お笑い芸人)
佐藤 哲夫（さとう てつお、1976年〈昭和51年〉4月3日 - ）は日本のお笑い芸人、YouTuber。パンクブーブーのボケ、ネタ作り担当、立ち位置は左。吉本興業東京本社所属。相方は黒瀬純。
大分県大分市出身。身長174cm。血液型AB型。大分県立大分豊府高等学校卒業。九州産業大学商学部中退。

## 来歴
- 高校生のころ、同級生とお笑いコンビ「laughing-hi（ラフィング・ハイ）」を組み、大分県のローカル番組『スパーク オン ウェイヴ』（テレビ大分）で開催された「ハイスクールお笑い選手権」に出場し、優勝を果たす。
- 高校卒業後、大学へ進学と同時に福岡吉本に所属、福岡吉本6期生となる（黒瀬より年齢は1つ下だが、芸歴では黒瀬の2年先輩にあたる）。1995年初舞台、しかし大学は単位が足りずに1年で中退し、以降は芸人の専業となる。福岡吉本入所当初はコントグループ「パンダさん」の一員として活動していた（当時はツッコミ）が、佐藤以外の全メンバーが芸人を辞めてしまったため一年足らずで解散。
- ピン芸人を経てコンビ「モンスターズ」を結成。当時の相方は「どんぴしゃ」の赤峯康一。当時の芸名は「テツオ」で、金髪だった。上京してからも一時期は「哲夫」という芸名を使っていたが、後輩に笑い飯の哲夫がいたため、本名の佐藤哲夫に戻す。
- 2010年4月3日、自身の34回目の誕生日に、交際していた一般女性と入籍。妻の姉の夫（義兄）は、前述の福岡吉本所属の先輩芸人・コンバット満。元々夫人のほうが佐藤に対し好意を抱いており、M-1前から「佐藤を紹介してほしい」とコンバット満に頼んでいたそうで、M-1後にそれがようやく実現。当初は佐藤、コンバット共に「ちょっと会うだけ」程度の感覚であったが、それがきっかけとなり交際、そして結婚に発展することになる。佐藤本人は夫人が妊娠中の子供が安定期に入るまで結婚を公表するつもりはなかったが、コンバット満の不注意から約一ヶ月後の2010年5月8日に情報が公になる。
- 2010年11月6日に第1子となる男児が、2012年6月7日に第2子となる女児が、2014年3月14日に第3子となる女児が誕生し、現在3児の父である。

## 性格
- 福岡吉本時代の先輩である博多華丸やコンバット満は、佐藤の人となりを「人付き合いが全くできない」「割と一人でいることが多い」「暇さえあればマンガ喫茶にこもってずっとネタ作りをするような奴だった」と言っている。
- ネタ作成のほぼ100％を担当しており、「10時間ネタを作っていても全然苦にならない」と語っている。その反面、「自分は社交性ゼロ」とも述べており、苦手な人付き合いはすべて相方に任せている。
- 相方のように社交的ではないが面倒見がよく優しい性格だと、親交のある芸人たちからは評されている。あべこうじは「いい奴」とブログ内で語っており、オオカミ少年やどりあんずも自身のブログで「いつまでも優しいお二人」「お二人にはお世話になってばかり」と語っている。

## 趣味・嗜好・特技
- 「ドラゴンクエストの勇者と武器屋の会話」「ファイアーボールで倒されるクリボーの音」「残りわずかのマヨネーズとケチャップの音」など、マニアックな音モノマネが得意。
- 学生時代からお笑い好きで、校内で漫才やライブをしていた。
- そうめんが大好物で、哲夫（笑い飯）の実家のそうめん屋にそうめんを売ってもらっている。
- 趣味は麻雀、ゲーム、漫画を読む事。特技は漫画のあらさがし。マンガ喫茶で宿泊する場合もある。
- プラモデル作りの趣味がある為に、吉本プラモデル部を立ち上げる。ガンプラビルダーズワールドカップ日本大会で準優勝する腕前である[2]。
- 絵も上手く、以前レギュラー出演していたの『土曜もアサデス。』（九州朝日放送）では、中継先の特産品などを描いた作品が他の出演者から好評を博していた。

## エピソード
- R-1に出場した際、公式ページに「アマチュア」と表記されてしまったことがある。
- M-1優勝直後の営業先のショッピングモールで迷子になってしまい、呼び出しの店内放送をかけられてしまったことがある。
- 小学6年生の時点で既に身長が169cmもあったが、それ以降は5cmしか伸びなかった。
- 福岡時代は、大分県のローカル番組『スパーク オン ウェイヴ』（テレビ大分）にレギュラー出演し、MCなどを担当していた。
- 中学時代はバスケットボール部だったが柔道部顧問に焼き肉をおごってやるからと勧められ、大分での相撲大会に出場して2位になったことがある。その大会の決勝戦で佐藤に勝って優勝した廣嶋龍二（現姓は須藤）は、後に千代大海龍二として大関にまで出世した[3]。
- 休日はプラモデル作りに没頭している事で妻に愚痴られていることを、『機動戦士ガンダム』のキャラクターであるシャア・アズナブルの格好をしたコンバット満によって、木曜『ドォーモ』内で暴露された事がある。
- 2016年11月23日開催、ガンプラビルダーズワールドカップ2016日本大会決勝戦にてオープンコース準優勝[4]。ガンプラビルダーズワールドカップ2014・2015・2018日本大会ファイナリストでもある[5][6]。

## 出演
コンビでの出演についてはパンクブーブーを参照。

### テレビ
現在のレギュラー番組
- 東西南北よしもと麻雀リーグ(BSよしもと)
  - season1(2023年7月- 2023年12月)[7]
  - season2(2024年1月 - )

過去の出演番組
- スパーク オン ウェイヴ（テレビ大分）
- Hi-Ho!2（テレビ西日本）
- THEわれめDEポン(CS放送フジテレビONE)
- M-1グランプリ2015 (2015年12月6日、テレビ朝日) - 審査員
- オワライターズ (2016年9月20日・2017年4月5日、フジテレビ) - ライター
- 私の職レポ (2017年8月20日、フジテレビ)
- ニッポンアニメ100 ロボットアニメ大集合（2017年4月7日、NHK総合)[8]
- ガンダムビルドファイターズトライ夏休み特別編～君もビルドファイターだ！！～(2016年8月21日、テレビ東京)[9] - ビルダー
- 「機動戦士ガンダム 鉄血のオルフェンズ」今から観ても絶対間に合う！SP(2017年1月8日、MBS)[10]
- ガンダムビルドダイバーズ特別編 夏だ！ガンプラバトルにダイブ！(2018年7月24日、テレビ東京)[11]
- OFLIFE(2018年10月24日、MBS)[12]
- ツギクル芸人グランプリ2019(2019年7月25日、フジテレビ) - 審査員
- 最初はパー (2022年10月28日 - 2022年12月、テレビ朝日) - お笑い指導

### 映画
- アフロアメリカン（2005年4月30日、リクリ＝ムー）[13] - ネリス 役　※中島哲也が企画・プロデュースするオムニバス映画「ヘアスタイル」の中の1話

### Webドラマ
- ガンダムビルドリアル（2021年3月29日 - 7月19日、YouTube） - 哲夫部長（吉本プラモデル部）名義[14]

### インターネット配信
- レトロキッズ - YouTubeチャンネル（2021年12月25日 - ） - テツオ★キッズ名義

### その他
- 機動戦士ガンダム モビルスーツ アンサンブル カスタマイズ祭り(第1回 - 第4回) - 審査員[15][16][17][18]

## DVD
- 「非売よしもと本物流〜月刊レンタルDVD」（2005年10月号青版）
- 「ヘアスタイル」
- 「LICENSE vol. ZEPP ENJOY !!」

## 書籍
- 1+5＝いちご（こえほん）
- とにかくかっこいいガンプラの作り方（2018年12月22日、大泉書店、ISBN 978-4278053890）